# 99 프랑크스
《99 프랑크스》(프랑스어: 99 Francs)는 프랑스에서 제작된 얀 쿠넹 감독의 2007년 영화이다. 장 뒤자르댕 등이 주연으로 출연하였고 알랭 골드만 등이 제작에 참여하였다.

## 출연

### 주연
- 장 뒤자르댕

### 조연
- 바이나 조칸테
- 조슬랭 키브랭

## 제작진
- 음향: 알렉시 플라스
- 미술: 미셸 바르텔레미
- 배역: 피에르자크 베니슈